# Лонзо Болл
Лонзо Болл (англ. Lonzo Ball, народився 27 жовтня 1997, Анагайм, Каліфорнія) — американський професійний баскетболіст, який виступає за команду «Чикаґо Буллз». Розігруючий захисник захисник, «Лос-Анджелес Лейкерс» обрали його під другим загальним вибором на драфті НБА 2017 року. В 2018 році він був включений до Другої команди новачків НБА.